# مارکسیسم میانه‌گرا

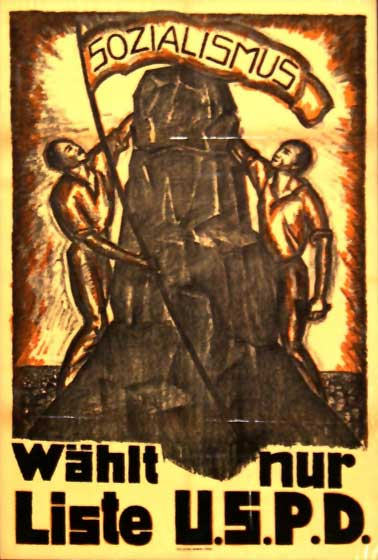
نماد مارکسیسم میانه‌گرا

میانه‌گرایی با اشاره به موقعیتی بین انقلاب و اصلاح طلبی معنای خاصی در درون جنبش مارکسیستی دارد. به عنوان مثال، حزب مستقل سوسیال دموکرات آلمان (USPD) و حزب کارگر مستقل (ILP) هر دو به عنوان مرکزگرا شناخته می‌شدند زیرا آنها بین حمایت از رسیدن به اقتصاد سوسیالیستی از طریق اصلاحات و حمایت از انقلاب در نوسان بودند. احزابی که به به اصطلاح دو و نیم و سه و نیم انترناسیونال تعلق داشتند، که نمی‌توانستند بین اصلاح طلبی، سوسیال دموکراسی، انترناسیونال دوم و سیاست انقلابی کمونیست انترناسیونال سوم، به این معنا مثال زدنی بودند.
از نظر تروتسکیست‌ها و دیگر مارکسیست‌های انقلابی، اصطلاح «مرکزگرا» از این نظر دارای یک ارتباط انفجاری است. آنها غالباً مرکزگرایی را به این معنا فرصت طلب توصیف می‌کنند، زیرا در برخی موارد در آینده بحث انقلابی است، اما در عین حال اقدامات اصلاح طلبانه را اصرار می‌ورزد. سوسیالیست‌ها و آنارشیست‌های لیبرترین نیز تمایل دارند که هرگونه اصلاح طلبی را فرصت طلبی سیاسی بدانند، زیرا آنها اصلاح‌طلبی را ناتوان از ایجاد تغییرات ساختاری در سازمان اجتماعی می‌دانند.
اصطلاح «مرکزگرایی» همچنین بیانگر مواضعی است که برخی بلشویک‌ها در طول دهه ۱۹۲۰ دارند. در این زمینه، «مرکزگرایی» به موضعی میان اپوزیسیون راست اشاره دارد که از سیاست جدید اقتصادی و روابط دوستانه با کشورهای سرمایه‌دار حمایت می‌کند. و اپوزیسیون چپ، که از انتقال فوری به اقتصاد سوسیالیستی و انقلاب جهانی حمایت می‌کند. در پایان دهه ۱۹۲۰، دو جناح مخالف توسط جوزف استالین شکست خوردند، که سرانجام با استفاده از ایده‌های مختلف صورت گرفته توسط رهبران مختلف جناح‌ها، به ویژه لئون تروتسکی و نیکلای بوخارین، حمایت کافی از اعضای هر دو جناح را به دست آورد.